# Xanthoparmelia claviculata
Xanthoparmelia claviculata är en lavart som beskrevs av Kurok. Xanthoparmelia claviculata ingår i släktet Xanthoparmelia och familjen Parmeliaceae.   Inga underarter finns listade i Catalogue of Life.